# 陳調元 (崇禎進士)
陳調元（1595年—？），字巽甫，號北溟，山東萊州府濰縣（今山東省濰坊市）人，明朝進士，清朝政治人物。

## 生平
明朝崇禎十二年（1639年）己卯科山東鄉試舉人，十六年（1643年），登癸未科進士。明亡后降清。順治初，擔任直隸寧津縣知縣。順治五年，擔任刑科給事中；順治七年，擔任禮科右給事中。順治九年，會試同考官、兵科左給事中。次年，刑科都給事中。

## 家族
曾祖陳懿訓，廪生、贈文林郎。祖陳所問，丙戌進士、監察御史。父陳祝泰，庠生。前母湯氏；母劉氏，大司馬孫。永感下。叔祝禎、祝祚、祝豐，俱庠生。弟應元、京元、葆元，俱庠生；颐元、兆元、起元、震元、健元、弘元。娶姚氏，繼娶譚氏。子陳夢熊。